# Élections municipales de 1979 à Saragosse
Les élections municipales de 1979 à Saragosse (en espagnol : elecciones municipales de 1979 en Zaragoza) se tiennent le mardi 3 avril 1979, afin d'élire les 31 conseillers municipaux de Saragosse pour un mandat de quatre ans.

## Mode de scrutin

### Conditions de candidature
Peuvent présenter des candidatures : 
- les partis et fédérations de partis inscrits auprès des autorités ;
- les coalitions de partis et/ou fédérations inscrites auprès de la commission électorale au plus tard dix jours après la convocation du scrutin ;
- et les électeurs de la commune, s'ils représentent au moins 2 000 parrainages.

### Répartition des sièges
Le nombre de conseillers municipaux est établi en fonction de la population de la commune. Les communes de plus de 100 001 habitants comptent 25 conseillers et un conseiller supplémentaire pour 100 000 habitants ou fraction, ainsi qu'un conseiller supplémentaire si le total de conseillers municipaux constitue un nombre pair. Saragosse comptant officiellement 555 424 habitants recensés à la fin de l'année 1978, elle dispose de 31 conseillers municipaux.
Seules les listes ayant recueilli au moins 5 % des suffrages valides peuvent participer à la répartition des sièges à pourvoir dans cette même circonscription, qui s'organise en suivant différentes étapes : 
- les listes sont classées en une colonne par ordre décroissant du nombre de suffrages obtenus ;
- les suffrages de chaque liste sont divisés par 1, 2, 3... jusqu'au nombre de députés à élire afin de former un tableau ;
- les mandats sont attribués selon l'ordre décroissant des quotients ainsi obtenus[1].

### Élection du maire
Le maire est élu par le conseil municipal, parmi les conseillers municipaux ayant occupé la première place de leurs listes respectives. Est élu maire celui qui recueille le soutien de la majorité absolue des conseillers. Si aucun candidat n'atteint cette majorité, le conseiller municipal ayant occupé la première place de la liste qui a recueilli le plus grand nombre de suffrages est proclamé maire.

## Campagne

### Principales listes
| Force politique | Force politique                                                          | Force politique | Idéologie                                                      | Tête de liste                 | Résultats en 1977 |
| --------------- | ------------------------------------------------------------------------ | --------------- | -------------------------------------------------------------- | ----------------------------- | ----------------- |
|                 | Parti socialiste ouvrier espagnol (es) Partido Socialista Obrero Español | PSOE            | Centre gauche Socialisme, marxisme                             | Ramón Sainz de Varanda (es)   | 29,1 % des voix   |
|                 | Union du centre démocratique (es) Unión de Centro Democrático            | UCD             | Centre Social-libéralisme, démocratie chrétienne, régionalisme | Miguel Merino (es) (Maire)    | 27,9 % des voix   |
|                 | Parti aragonais régionaliste (es) Partido Aragonés Regionalista          | PAR             | Centre à centre droit Conservatisme, régionalisme              | Hipólito Gómez de las Roces   | 6,7 % des voix    |
|                 | Parti communiste d'Espagne (es) Partido Comunista de España              | PCE             | Gauche Marxisme-léninisme, communisme, républicanisme          | Gonzalo M. Borrás Gualis (es) | 6,0 % des voix    |
|                 | Parti du travail d'Aragon (es) Partido del Trabajo de Aragón             | PTA             | Extrême gauche Marxisme-léninisme, maoïsme, antifascisme       | Francisco Polo                | Absent            |

## Résultats
|                        |                                                                                |         |       |        |  |  |  |  |  |  |  |  |  |  |
| Parti                  | Parti                                                                          | Voix    | %     | Sièges |  |  |  |  |  |  |  |  |  |  |
|                        | Parti socialiste ouvrier espagnol (PSOE)                                       | 71 967  | 30,91 | 11     |  |  |  |  |  |  |  |  |  |  |
|                        | Union du centre démocratique (UCD)                                             | 47 657  | 20,47 | 7      |  |  |  |  |  |  |  |  |  |  |
|                        | Parti aragonais régionaliste (PAR)                                             | 43 196  | 18,55 | 7      |  |  |  |  |  |  |  |  |  |  |
|                        | Parti communiste d'Espagne (PCE)                                               | 26 517  | 11,39 | 4      |  |  |  |  |  |  |  |  |  |  |
|                        | Parti du travail d'Aragon (es) (PTA)                                           | 15 314  | 6,58  | 2      |  |  |  |  |  |  |  |  |  |  |
|                        | Mouvement communiste (es). Organisation de la gauche communiste (es) (MC. OIC) | 9 883   | 4,24  | 0      |  |  |  |  |  |  |  |  |  |  |
|                        | Candidature citoyenne indépendante (CCI)                                       | 6 428   | 2,76  | 0      |  |  |  |  |  |  |  |  |  |  |
|                        | Coalition démocratique (CD)                                                    | 5 817   | 2,50  | 0      |  |  |  |  |  |  |  |  |  |  |
|                        | Coalition pour l'Aragon (CxA)                                                  | 4 623   | 1,99  | 0      |  |  |  |  |  |  |  |  |  |  |
|                        | Gauche républicaine (IR)                                                       | 936     | 0,40  | 0      |  |  |  |  |  |  |  |  |  |  |
|                        | Ligue communiste révolutionnaire (LCR)                                         | 511     | 0,22  | 0      |  |  |  |  |  |  |  |  |  |  |
|                        | Organisation révolutionnaire des travailleurs (ORT)                            | 0       | 0,00  | 0      |  |  |  |  |  |  |  |  |  |  |
|                        |                                                                                |         |       |        |  |  |  |  |  |  |  |  |  |  |
| Suffrages exprimés     | Suffrages exprimés                                                             | 232 849 | 98,68 |        |  |  |  |  |  |  |  |  |  |  |
| Votes nuls             | Votes nuls                                                                     | 3 111   | 1,32  |        |  |  |  |  |  |  |  |  |  |  |
| Total                  | Total                                                                          | 235 960 | 100   | 31     |  |  |  |  |  |  |  |  |  |  |
| Abstention             | Abstention                                                                     | 166 954 | 41,44 |        |  |  |  |  |  |  |  |  |  |  |
| Inscrits/Participation | Inscrits/Participation                                                         | 402 914 | 58,56 |        |  |  |  |  |  |  |  |  |  |  |

## Suites
Le 19 avril 1979, le candidat du Parti socialiste, Ramón Sainz de Varanda (es), est élu maire de Saragosse lors de la séance d'installation du conseil municipal, par 17 voix favorables.